# Parroquia Vergel (Zamora Chinchipe)
Nombre completo: San Francisco del Vergel 
La parroquia Vergel, es una parroquia rural en el cantón Palanda, provincia de Zamora Chinchipe. Se encuentra asentada al margen del río Vergel. 

## Historia
Fue edificada sobre la antigua ciudad prehispánica de Cumbinamá, capital de los indómitos Bracamoros, y sobre las ruinas de la antigua ciudad de Loyola. En el año 2002 aproximadamente, la parroquia sufrió un pequeño hundimiento que alertó a las autoridades de Zamora Chinchipe para su futura reubicación. 
La traslación de la primitiva Loyola y su nueva fundación, como “San Joseph de Loyola”, la he copiado, del juicio seguido por el Dr. Dn. Antonio Pérez Camino, cura beneficiado de la ciudad de Valladolid, contra el Dr. Dn. Manuel Gómez de Urrea, Cura y Vicario de la nueva ciudad de Loyola. En este juicio, que se inicia en la ciudad de Loxa en 1726, se narra la mudanza de la antigua ciudad de Loyola, desde su ubicación original, al valle donde se asienta hoy la parroquia de San Francisco del Vergel, cantón Palanda. A esta “nueva ciudad”, la bautizaron como “San Joseph de Loyola”. Hace más de 300 años, en 1701, ya se mencionan algunos sitios de interés histórico como: Pucapamba, Zumba, Chito, El Ape (¿El Api de El Chorro?), El Vergel, Palanda; etc. y las ciudades de Valladolid y Loyola; y, algunas costumbres y vivencias de sus habitantes indígenas, mestizos y españoles. El original de todo el largo expediente de casi 100 hojas, se conserva en el Museo-Biblioteca de la Catedral de Cuenca y que gentilmente me proporcionó una copia la Dra. Martha Maldonado C., directora de dicha biblioteca.
Antecedentes:
Hasta el año de 1680 aproximadamente, las ciudades de Loyola y Valladolid, tenían un cura de españoles cada una. Para los indígenas de la jurisdicción de Yaguarzongo, que comprendía ambas ciudades, en cambio había un solo cura. Luego de la muerte del cura de Yaguarzongo (Loyola-Valladolid), el Obispo encargó la feligresía de indios al cura de Valladolid, que atendía a los vecinos españoles. Este encargo ocasionó que los límites de las dos doctrinas de Valladolid y Loyola, se vean alterados, con lo que, se provocó un enfrentamiento judicial, entre los curas de Loyola y Valladolid, en 1725. En este juicio, se mencionan algunos pueblos, sitios, ríos, montañas, curas, españoles, caciques e indígenas de Yaguarzongo, entre los años 1650 y 1726; de gran interés histórico-geográfico. 
Hay que recalcar, la importancia que tiene para nuestra historia, la traslación de la “vieja ciudad” y fundación de la nueva ciudad de Loyola. Dicha fundación, era auspiciada por algunos vecinos de la ciudad vieja de Loyola, que tenían sus estancias o fincas, en “los valles de: Chito, Zumba, Palacara y el Vergel”, como ellos así lo mencionan. Estos vecinos empezaron a abandonar Loyola y Valladolid más o menos entre 1600 a 1650, y se fueron ubicando en Loja, en los valles de Piscobamba, Malacatos y Vilcabamba, algunos en Chito y en su gran mayoría en Zumba. Las razones que se argumentaban para despoblar dichas ciudades, de manera sucesiva; son las siguientes:
a)	Empezó a escasear la caza y pesca. Al poseer armas de fuego, para los vecinos españoles, mestizos e indígenas, era fácil el avistar (léase ir de cacería y/o pesca), con lo que desde 1558, fecha en que se fundó la primitiva Loyola, habían transcurrido hasta 1698, 140 años de exterminar, pájaros, palomas, monos, dantas, venados, armadillos,  yamalas, majazes, murrucujes, perdices, guataracos, etc.
b)	Las tierras de cultivo, eran cada vez más pobres y sus estancias y chacras, estaban cada vez más lejos Esto se demuestra fácilmente, porque las tierras de nuestra Amazonía, solo producen bien durante unos 2 o 3 años seguidos, luego no sirven para cultivos de ciclo corto. Por este motivo, tenían que hacer sus chacras, huertas, y estancias (las actuales fincas), cada vez más lejos, con la inseguridad de que en cualquier momento, sean atacados por los “jíbaros rebeldes”. Además el caminar por lodazales, y en medio de la maleza, sometidos al acecho de las fieras, víboras, zancudos y otros insectos, para cosechar lo poco que sembraban, les hacía muy difícil su tarea.

c)	No había suficientes indios para las minas y otros trabajos. En ciertas declaraciones, del citado juicio de 1701, se demuestra que casi no había indios, los pocos que habitaban estos lugares, fueron sometidos y explotados como mano de obra, para beneficios de los corregidores, tenientes de corregidor, españoles y aún los mismos caciques y alcaldes de sus pueblos.
d)	Los pastos para sus ganados eran escasos. Al haber sobreexplotado por 140 años, sus fincas o estancias, los pastizales eran muy pobres y escasos, que no servían para mantener sus ganados. A esto se sumaba, que la maleza, crecía rápidamente, y al haber escasez de indígenas para limpiar las invernas, sus estancias se enmontañaban. Algo parecido ocurre en la actualidad en nuestros campos, pero que, se ha logrado recuperar ciertas finas de los zumbeños y palandeños, con la llegada de la mano de obra peruana, desde la dolarización en nuestro país o utilizando herramientas mecánicas. 
e)	Se quedaron prácticamente aislados de otras ciudades como Loja, Jaén. Santa María de Nieva, Zamora y Santiago de las Montañas. Todas las ciudades aledañas, casi estaban despobladas, y por lo tanto no había el otrora intercambio de bienes y personas, como en los siglos XVI y XVII.
f)	Por buscar nuevos mercados en pueblos del norte peruano como: Huancabamba, Jaén, Chirinos, y Piura, para sus productos agrícolas, ganaderos y el oro que producían. Por nuestros queridos abuelos, padres y otros familiares, conocemos las narraciones, de cómo solían desplazarse al Perú, piaras de mulas y asnos, para llevar café, cacao, tabaco, achiote, vainilla, miel, cera, para venderlos y luego traer kerosene, gasolina, pescado seco, telas, fósforos, jabón de las fábricas de Piura, velas, vino, Mallorca (pizco), etc. Desde luego que, todavía existía y hasta hoy existe, un fuerte intercambio comercial, cultural y social, con nuestra amada ciudad y provincia de Loja y Cuenca.
g)	Por existir mejores y nuevas tierras para pastizales, la caza y la pesca. Estas nuevas y mejores tierras eran los valles de Chito, Zumba, El Vergel, Pucapamba  (incluía Zapanga, La Chonta, Zapanga, El Chorro y El Tablón), El Pite,  El Api o El Ape – como ellos así los llaman- que encontraron, en su incesante búsqueda de mejorar su situación.
h)	Por las continuas epidemias de viruela, sarampión, paludismo, etc.; que causaron grandes estragos en la población india. De manera parecida los españoles y mestizos, sufrían de enfermedades que eran difíciles de curar: por la falta de médicos, por falta de remedios y por ser el clima cálido-húmedo, el idóneo para la disentería y otras epidemias, como ocurrió en Chito en 1900. (disentería.- Enfermedad infecciosa y específica que tiene por síntomas característicos la diarrea con pujos y alguna mezcla de sangre).
i)	Por las frecuentes rebeliones de los indígenas; los españoles forzosamente emigraron a lugares más seguros, como Loja, Vilcabamba, Yangana, Quinara, Malacatus, Amaluza, Cariamanga y algunas ciudades y pueblos del norte peruano.
j)	Esta emigración también perjudicaba al cura, porque si no había vecinos españoles, el no tendría su estipendio o sueldo de 500 pesos anuales, con lo cual ideó con algunos vecinos, el sacar la vieja Loyola más cerca de Loja, Chito y Zumba y refundarla con el nombre de “San Joseph de Loyola”, con la que, todos salían ganando, menos el cura de Valladolid, que también se estaba quedando sin vecinos españoles y sin los 500 pesos.
El pleito se inicia en 1701, con la notificación escrita y pegada por el cura de Valladolid, en la puerta de la Iglesia. En esta notificación, constaban algunos españoles excomulgados,  que eran los que tenían sus estancias o fincas en Zumba, Chito, Palanda, El Vergel, Pucapamba, etc. Solo constan los españoles que asistían a la iglesia de La Nueva Loyola, porque a los que asistían a su iglesia de Valladolid, no los excomulgó.  
Primera carta del 6 de marzo de 1699 de los vecinos de la ciudad vieja de Loyola, que tenían sus estancias en el valle de Chito y Zumba, dirigida al Presidente de la Real Audiencia de Quito, Don Mateo Mata Ponce de León.
“…Como vecinos y que han sido nuestros anthepasados y nosotros también, nacidos en la ciudad de Loiola, ... es malicioso el intento del cura de Valladolid, pues nos son tierras de indios, ni ha habido en nuestros tiempos ningún pueblo de ellos, y por bien dan cuenta de nuestra verdad, ya que el día de la sucesión, se callaron… sus caciques y indios, de los pueblos de Yaguarzongo y el Vergel y no contradijeron, y antes muy contentos, nos abrieron para bien, y decían, que se les seguía mucho bien, teniendo sacerdotes, como hasta hoy lo están asiendo”…
La vida de V.S Ilma. que dios guarde, Loyola y julio de 1701
Besamos los pies de V.S. Ilma. Sus humildes ovejas.
Gaspar de los Reyes.
Lázaro Ruiz de Cabrera.
Feliciano Orrego.
Marcos de Alvarado.
Baltasar de los Reyes.
Carta escrita por un vecino desde El Vergel en 1701.
Después de haber besado los pies de V.S., Luis de Cáceres y Orrego, vecino de padrón y natural de la ciudad vieja de Loiola, y vecino hoy en esta nueva ciudad, donde he asistido treinta años poco más o menos, casado con la hija de Gabriel Núñez, difunto, así mesmo, vecino y natural que fue de dicha ciudad de Loiola, quién así mesmo, asistió en este dicho sitio de Namarumi, desde el año de cincuenta y ocho (1658), amparado por la real justicia, como consta por escritos que tengo, y que así mesmo,… son tierras realengas hasta el sitio de Chito, de donde sin contradicción, es público y notorio, que todos los antepasados y encomenderos, acudían al cumplimiento de la iglesia en la ciudad de Loiola, y aunque algunos de los vecinos salían a cumplir en la iglesia de Valladolid, era con tanto trabajo caminando cinco días de caminos muy ásperos y ríos caudalosos, y se quedaban las mujeres y los más que no podían, sin confesarse ni se confesaban. Y cuatro años … ha sido que usted nos contestó, que nos volviéramos a nuestra ciudad cargados de las campanas y sagrario, y que animado por la misericordia de dios, que vuelvo a decir que, de este sitio al pueblo del Vergel hay una legua, con un río de por medio, que divide las tierras de dichos indios, y que de esta ciudad al sitio de Chito, hay dos días y medio de camino de tierras realengas sin ningún pueblo de indios, y de esta ciudad a la vieja hay otro dos días, hasta el último anexo, como la persona que viniese a la averiguación, lo podrá ver y saber. Y julio 30 de 1701 años
Gabriel Cáceres de Orrego.
Y, no solo yo y Gabriel Núñez, difunto, hemos vivido y poseído en este dicho sitio, que hoy es la ciudad de Loiola, sino también hoy asiste y tenido Vicente Cano, sino en otro tiempos, otros que ya son difuntos, como Joseph Núñez y Cristóbal Núñez e Isabel Núñez.

## Información general
Vergel es una pequeña parroquia con alto valor histórico y biológico. El origen de su nombre se debe al hallazgo hecho por los primeros pobladores de abundantes cultivos agrícolas como zapotes, naranjas y limones que hasta la actualidad se producen en la actual parroquia. 
Posee un clima templado de tierra generosa que genera una extensa producción agrícola y ganadera. Se encuentra conectada por dos vías de segundo orden desde Valladolid que se unen hasta llegar al Alto Vergel. Se planea la construcción de una central hidroeléctrica aledaña.

## Principales atracciones turísticas
Río Vergel. Nace de un páramo en la Cordillera del Cóndor a 3050 m, afluente del río Mayo-Chinchipe. Sirve como balneario natural por sus aguas cristalinas.
Alto Vergel. Se conoce así a la cuenca alta del río del mismo nombre, donde se encuentran varios asentamientos humanos. Es una de las zonas de mayor diversidad de ecosistemas en el sur del Ecuador, que debido a su aislamiento existe un numeroso grupo de especies nuevas para la ciencia y un alto nivel de endemismo visto en sus aves y flora. Esta zona se encuentra amenazada por actividades humanas de colonización y explotación aurífera. 
La Canela. Es un barrio en el Alto Vergel, digno de visitar para conocer una dispersa población de árboles de canela encontrada en el área. Se conjetura que el origen de este cultivo se debe a la anterior presencia hispánica en el lugar.
- Datos: Q6063638